# Piper townsendii
Piper townsendii är en pepparväxtart som beskrevs av C. Dc.. Piper townsendii ingår i släktet Piper och familjen pepparväxter. Inga underarter finns listade i Catalogue of Life.